# Rufino Tamayo
Rufino Tamayo (Oaxaca de Juárez, 25 agosto 1899 – Città del Messico, 24 giugno 1991) è stato un pittore e incisore messicano.

## Biografia
Dal 1917 al 1921 studiò a più riprese nella Escuela Nacional de Artes Plásticas di Città del Messico. Nel 1921 iniziò a lavorare per il Museo nacional de antropología della capitale messicana. Ben presto si allontanò dallo stile accademico per ispirarsi, come Rivera, Orozco, Siqueiros, all'arte popolare.
Nel 1926 andò a New York dove debuttò ufficialmente con un'esposizione personale; nel 1933 eseguì delle pitture parietali per il Conservatorio di Città del Messico. Sempre a Città del Messico, intorno al 1934, fu chiamato ad insegnare nella locale Accademia ma dopo poco tempo abbandonò l'insegnamento per trasferirsi a New York nel 1938. Eseguì affreschi per il Museo nacional de antropología di Città del Messico (1933), il Conservatorio nacional de música (1933), lo Smith College di Northampton (1943) il Palacio de bellas artes (1955) e la sede UNESCO di Parigi (1958).
Nel 1988 il Senato messicano gli conferì la Medaglia d'Onore Belisario Domínguez.
Opere di Tamayo sono conservate in numerose collezioni private e in musei dell'America Latina e degli USA.

## Stile e tecnica
Analogamente a quanto stava facendo Diego Rivera, la sua arte fondeva la tradizione messicana alle correnti europee del realismo, l'espressionismo, l'astrattismo e il cubismo. L'artista era solito dipingere direttamente sulla tela senza studi o schizzi preparatori. In contrasto con l'amore nutrito dagli artisti contemporanei suoi compatrioti per le vaste composizioni murali, Tamayo prediligeva la pittura da cavalletto, dove espresse, con un linguaggio sapientemente elaborato, la sua poetica fine e dolente. Notevoli anche le sue litografie e xilografie.

## Opere

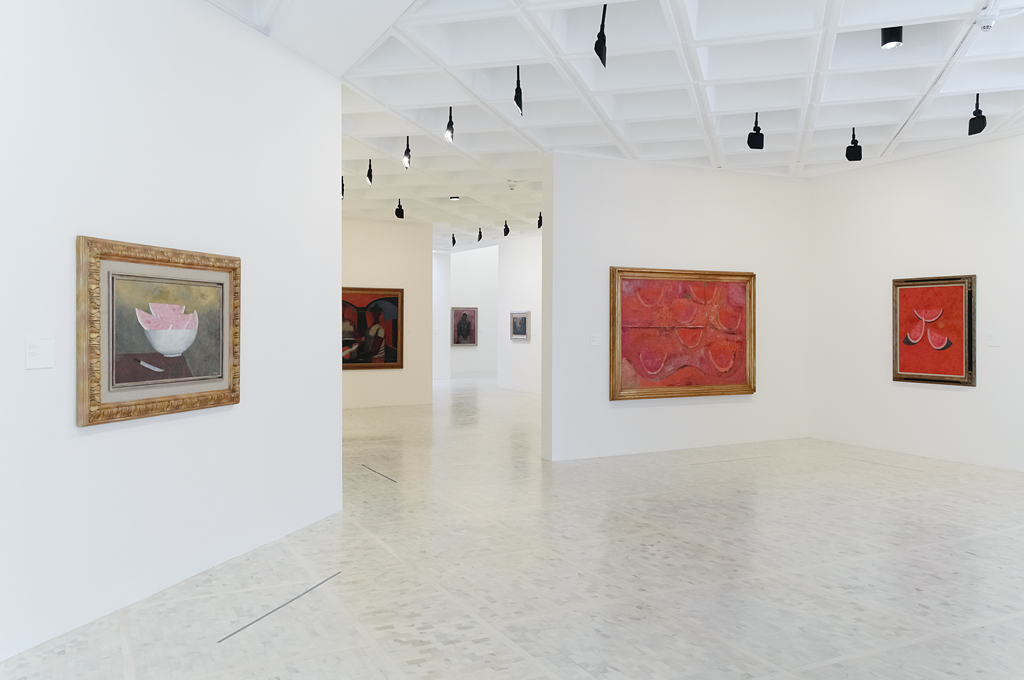
Opere di Rufino Tamayo esposte nel Museo Rufino Tamayo di Città del Messico

- Still Life olio, (19.13" x 17.50"), del 1924.
- Relojes olio, (22.70" x 20.13"), del 1929.
- Mujer sentada matita, (9.88" x 6.88"), del 1929.
- Bañistas olio, (37.50" x 28.75"), del 1930.
- Two Women guazzo, (15" x 10.50"), del 1931.
- Noche clara olio, (21.75" x 30"), del 1932.
- Niña sentada guazzo, (10.63" x 8.25"), del 1933.
- Study of Hands matita, (13.25" x 18.50"), del 1934.
- Paisaje con caballo guazzo, (12" x 16.50"), del 1934.
- Aviacion guazzo, (12.88" x 19.50"), del 1934.
- Mujeres rezando guazzo e grafite, (16.63" x 13.88"), del 1934.
- Mother and Child guazzo, (17.13" x 13.75"), del 1937.
- Bañistas guazzo, (10.88" x 8.38"), del 1938.
- Mujer llamando olio, (36" x 24"), del 1941.
- Howling Dog, c 1942 matita, (10.25" x 7.25"), del 1942.
- El pajaro cantor, del 1943.
- Trovador olio, (60.38" x 50"), del 1945.
- The Frog tecniche varie, (23.75" x 20"), del 1946.
- El constructor  olio e sabbia, (40" x 30"), del 1948.
- Atormentado olio, (40" x 30"), del 1948.
- El comedor de sandias olio, (39" x 31.63"), del 1949.
- Mujer acquarello, (21.26" x 15.75"), del 1950.
- Femme acquarello, (21.26" x 15.75"), del 1950.
- Portrait of a Lady olio, (40" x 30"), del 1954.
- Naturaleza muerta olio, (12.25" x 15.25"), del 1956.
- Sandias olio, (12.25" x 15.25"), del 1957.
- Insomnia olio, (37.88" x 57"), del 1958.
- Retrato matrimonial olio e sabbia, (38.13" x 51"), del 1959.
- Figura inchiostro, (12.88" x 16.50"), del 1959.
- Paisaje olio, (16.25" x 9.50"), del 1959.
- El payaso olio, (10.13" x 12.20"), del 1960.
- Dos figuras pastello e matita, (19.25" x 24"), del 1962.
- Esfera flotante olio e sabbia, (10" x 11.75"), del 1964.
- Gato grafite e crayon colorato (9.88" x 13.13"), del 1967.
- Personnage (Man in Red) tecniche varie, (31.50" x 40"), del 1968.
- Descanso matite colorate, (14" x 16.75"), del 1968.
- Dos personajes crayon e grafite, (22.38" x 29.88"), del 1969.
- Figuras (dibujo no. 26) tecniche varie, (22.13" x 29.38"), del 1969.
- Abstract Figure olio, (19.88" x 15.88"), del 1969.
- Untitles tecniche varie, (8" x 13.88"), del 1970.
- Cabeza en rojo olio e sabbia, (8.25" x 14"), del 1971.
- Hombre con esfera olio, (35.50" x 43.50"), del 1971.
- Cabeza olio e sabbia, (12" x 9.88"), del 1972.
- Green Face tecniche varie, (15.25" x 9.75"), del 1972.
- Untitled tecniche varie, (15.88" x 11.88"), del 1972.
- Figure in Red and Blue olio e sabbia, (12" x 17.75"), del 1975.
- Desnudo olio e sabbia, (47.50" x 29.50"), del 1975.
- Desnudo tecniche varie, (47.50" x 29.50"), del 1975.
- Enclaustrado tecniche varie, (70.75" x 51.50"), del 1977.
- Hombre acrilico e sabbia, (37" x 50.25"), del 1979.
- Pareja en gris olio e sabbia, (37.50" x 51"), del 1981.
- Fantasma olio, sabbia e polvere di marmo, (51" x 37.25"), del 1982.
- DOS PERSONAJES olio, (37.38" x 51.25"), del 1984.
- Diálogo olio e sabbia, (51.13" x 76.75"), del 1985.
- Happy Child tecniche varie, (14" x 10"), del 1986.
- Hoy olio, (51.13" x 77"), del 1988.
- Cabeza monolitica acciaio, (77.38" x 11.38" x 6.50"), del 1989.
- Personaje guiñando un ojo olio e sabbia, (51.13" x 37.38"), del 1989.
- Ancestro acciaio, (82.63" x 35.88" x 2.38"), del 1989.
- Mujer matita e crayon su acetato, (23" x 20"), del 1989.
- Bodegón con mujer, olio, (16.12" x 15")
- Dancing Couple (STUDY FOR MUJER PERSEGUIDA) matita, (30.75" x 22.50")
- Dos personajes de frente sabbia, (37.50" x 51.12")
- Heads in White (Pareja) sabbia, (12.38" x 32.12")
- Imagen en el espejo tecniche varie, (35.50" x 28.75")
- Mujer caminando acquarello,(11.70" x 8.70")
- Mujer con cesto de fruta grafite e matite colorate, (10.63" x 8.25")
- Mujer en un interior sabbia, (51" x 38")
- Mujer y maguey acquarello, (11.70" x 8.70")
- Proyecto para mural del museo de antropologia matita, (9.75" x 24.63")
- Retrato matrimoniale tecniche varie, (37.88" x 51.13")
- Sandías matita, (9.88" x 13.12")
- Tres personajes sabbia, (38.12" x 51.25")